# Arrojadoa marylaniae
Arrojadoa marylaniae är en kaktusväxtart som beskrevs av Soares Filho och M. Machado. Arrojadoa marylaniae ingår i släktet Arrojadoa och familjen kaktusväxter. Inga underarter finns listade i Catalogue of Life.